# Madrecita María del Carmen
«Madrecita María del Carmen» es un pasodoble compuesto en 1960 por José María García Escobar e interpretada por su hermano, Manolo Escobar y dedicada a la madre de ambos. En los años 60 esta canción fue muy popular en España, llegando ser disco de oro.